# Paternopoli
Paternopoli è un comune italiano di 2 080 abitanti della provincia di Avellino in Campania.

## Geografia fisica

### Territorio
Il centro abitato si sviluppa tra le colline dell'Irpinia centrale, nella media valle del Calore.

### Sismicità
Situata nel distretto sismico dell'Irpinia, Paternopoli fu colpita dal terremoto del 23 novembre 1980 che, nel solo territorio comunale paternese, provocò 4 morti, 18 feriti e 406 senzatetto.
- Classificazione sismica: zona 1 (alta sismicità)[5]

## Origini del nome
Il toponimo Paternopoli deriva da una combinazione di radici latino-greche. La prima parte, Paternum, proviene dal latino pater ("padre"), mentre la seconda, -poli, deriva dal greco pòlis (πόλις), che significa "città". Pertanto, il nome può essere interpretato come "città del padre".
L'interpretazione di "padre" è oggetto di diverse ipotesi. Una teoria diffusa lo associa alla presenza di eremiti nella zona, spesso chiamati pater (padri), che avrebbero influenzato la denominazione del luogo. Questa ipotesi è supportata dalla tradizione che vuole il territorio rifugio di eremiti sin dall'epoca romana.
Fino al 29 gennaio 1864 il borgo era noto semplicemente come "Paterno", da cui deriva il termine dialettale "Patierno". In tale data venne aggiunto il suffisso -poli per formare l'attuale nome Paternopoli.

## Storia

### Epoca preromana, romana e longobarda
Le notizie riguardanti la storia di Paternopoli risalgono all’epoca preromana. Secondo alcuni studiosi, la presenza di insediamenti umani nell’attuale territorio del comune è riconducibile al secolo VIII a.C., con la colonizzazione del territorio da parte dei Sanniti alla fine del V e all'inizio del IV secolo a.C. Alcuni ritrovamenti archeologici, risalenti al periodo IV–III secolo a.C. fino all'età romana, includono resti di ville e sepolcreti dai quali furono recuperati vari oggetti come monete, ceramiche e iscrizioni. 
Durante la terza guerra sannitica, nel III secolo a.C., l'insediamento fu raso al suolo dalle legioni romane, che consolidarono la propria presenza edificando un centro fortificato. Questo centro si espanse costantemente fino alla metà del IV secolo d.C.
La caduta dell'Impero romano portò a una rapida decadenza del territorio a causa delle incursioni dei Vandali (455), degli Ostrogoti (495) e dei Goti (545). Dal 570, l'occupazione longobarda ripristinò una certa stabilità, sebbene il territorio fosse caratterizzato da condizioni di estrema miseria. La politica non ostile dei Longobardi verso la Chiesa favorì la nascita di monasteri, sostenuti da benefici fiscali e donazioni, che contribuirono alla ripresa economica.

### Dal dominio normanno al Medioevo
Con il trattato di Ceprano del 1080, il territorio di Paternopoli passò a Roberto d'Altavilla. I Normanni favorirono la ripresa economica ed eressero il castello tra la fine dell'XI e l'inizio del XII secolo. Nel 1139, il feudo fu assegnato al signore di Gesualdo, Guglielmo, figlio illegittimo di Ruggero Borsa. Durante il tardo Medioevo, Paternopoli, grazie alla sua posizione strategica sulle valli del Fredane e del Calore che le consentiva il controllo delle vie di transito per la Lucania e la Puglia, crebbe economicamente e demograficamente.
Nel conflitto tra Ferdinando I d’Aragona e i francesi del duca Giovanni d'Angiò, Paternopoli giocò un ruolo fondamentale. Re Ferdinando, sul finire del 1400, dotò la località di un avanzato sistema difensivo, la cui torre si è conservata quasi integra fino ai primi del Novecento.
Tra i feudatari di Paternopoli si ricordano le famiglie De Capua, Filangieri, Caracciolo, Ludovisi, Mirelli e Carafa d'Andria, ultimi signori fino all'abolizione dei diritti feudali nel 1806. Sul finire del XVI secolo, a Paterno fu costituita una confraternita dedicata al culto di Maria Santissima della Consolazione. La devozione alla Vergine resistette anche durante la peste del 1656, che ridusse drasticamente la popolazione.

### XVIII e XIX secolo: fermento culturale e nuove istituzioni
Nel XVIII e XIX secolo, Paternopoli visse un periodo di profondo fermento culturale. Fu sede di una apprezzata "Scuola di lettere ed arti" e vide uomini illustri contribuire alla costituzione dell'unità d'Italia.
Nel quadriennio 1743–46 il suo territorio fu soggetto alla giurisdizione del regio consolato di commercio di Ariano, nell'ambito della provincia di Principato Ultra.
Nel XVIII e XIX secolo, Paternopoli visse un periodo di profondo fermento culturale. Fu sede di una apprezzata "Scuola di lettere e arti" e vide uomini illustri contribuire alla costituzione dell'Unità d'Italia.
Il XVIII ed il XIX secolo furono caratterizzati da un profondo fermento culturale. A Paterno si affermò una apprezzata "Scuola di lettere ed arti" ed uomini di elevata cultura contribuirono alla costituzione dell'unità d'Italia.

## Società

### Evoluzione demografica
Abitanti censiti

### Lingue e dialetti
Accanto alla lingua italiana, a Paternopoli è in uso il dialetto irpino.

## Cultura

### Luoghi di interesse
- Santuario Maria SS. della Consolazione. Conosciuto anche come Chiesa Madre di San Nicola, si caratterizza per l'imponente torre campanaria e per la vicina Scala Santa, luogo di devozione e di pellegrinaggio
- Chiesa di San Francesco. Venne realizzata nel XVI secolo, all'interno delle mura di Paternopoli, su iniziativa dei Francescani
- Chiesa di San Giuseppe. Piccolo edificio religioso cinquecentesco, arricchito dalla presenza di un bell'altare marmoreo, un coro ligneo e vari dipinti del XVIII secolo
- Chiesa di San Sebastiano. Sita nella via omonima, ha mantenuto la sua configurazione originaria
- Museo della Civiltà Contadina. Situato nei pressi del Municipio, conserva macchine agricole, utensili di lavoro e oggetti d’uso quotidiano della civiltà contadina locale
- Palazzo De Iorio-De Conciliis. Costruito nel XVI secolo, nel cuore della parte storica di Paternopoli
- Palazzo Famiglietti. Confinante con la Chiesa Madre, presenta numerosi e ricchi ornamenti
- Palazzo Famiglietti-Anziano. Risalente al XIX secolo, ospita, nelle sue cantine, un ristorante
- Palazzo Ziviello-Pecce. Edificio signorile affiancato da un bellissimo giardino terrazzato
- Villa Modestino. Nota anche con il nome di Casino di San Nicola, è una residenza di campagna dai lineamenti classici ed eleganti
- Fontane. Acquara di Sopra, Acquara di Sotto, Pescara, Pescarella, Acqua dei Franci

### Folclore
Carnevale
Ogni anno in occasione del Carnevale si tiene una caratteristica sfilata di carri a cui viene assegnata una tematica specifica.
Il Carnevale Paternese si svolge in due giorni: domenica e martedì, giorni in cui accorrono miglia di persone.
I costruttori dei carri sono giovani, artigiani e appassionati che di anno in anno portano in piazza idee diverse ed in perfetta sintonia con lo spirito e l'allegoria della festa. Alla realizzazione dei carri allegorici partecipano anche esperti di pittura e di lavorazione dei materiali.
Notte del Lauro
Nella notte compresa tra il Sabato Santo e la Domenica di Pasqua, è in uso che i ragazzi donino, quale segno del loro amore, una pianta di alloro alle proprie fidanzate, mogli oppure semplicemente a ragazze per loro importanti.
In tale notte, denominata "notte del lauro", si può assistere alla creazione di artistiche composizioni a volte arricchite di fiori, uova pasquali e quant'altro suggerisca la propria fantasia. La Santa Domenica la maggior parte dei balconi, ingressi o giardini delle case delle amate sono ornati da tali composizioni e, come da tradizione, si gira per il paese per osservare l'operato notturno degli "artisti".
Come ogni tradizione che si rispetti, ha anche il suo lato meno romantico. Infatti, per rispondere ad un rifiuto o per dimostrare il proprio disprezzo nei confronti di una ragazza, è possibile anche trovare un'altra pianta: il sambuco. Tale pianta, a differenza dell'alloro, viene portata in senso di spregio, in quanto dopo diverse ore dal taglio emana uno sgradevole odore.

## Infrastrutture e trasporti

### Strade
Il comune è attraversato dalla strada provinciale 164.

### Ferrovie
Il comune è servito dalla stazione di Paternopoli, sulla ferrovia Avellino-Rocchetta Sant'Antonio, attiva per soli treni storici e/o turistici.

### Mobilità urbana
Il comune è collegato ai paesi limitrofi da alcune autolinee di AIR Campania.

## Amministrazione

### Sindaci
| Periodo       | Periodo       | Primo cittadino           | Partito                           | Carica                        | Note |
| ------------- | ------------- | ------------------------- | --------------------------------- | ----------------------------- | ---- |
| 1995          | 2004          | Felice de Rienzo          | lista civica                      | Sindaco                       |      |
| 2004          | 2005          | Raffaele Barbieri         | lista civica                      | Sindaco                       |      |
| 2006          | 2011          | Raffaele Barbieri         | centrosinistra                    | Sindaco                       |      |
| 2011          | febbraio 2014 | Felice de Rienzo          | lista civica                      | Sindaco                       |      |
| febbraio 2014 | maggio 2014   | Commissario straordinario |                                   | Amministrazione straordinaria |      |
| maggio 2014   | maggio 2019   | Giuseppe Forgione         | lista civica                      | Sindaco                       |      |
| maggio 2019   | in carica     | Salvatore Cogliano        | lista civica Paternopoli comunità | Sindaco                       |      |

### Gemellaggi
- Cortona, in seguito al terremoto dell'Irpinia del 1980[14]

## Sport

### Calcio
La principale squadra di calcio della città è la Polisportiva Paternopoli 1986 che milita nel girone D campano di 1ª Categoria. È nata nel 1986. I colori sociali sono il giallo e l'azzurro.
La prima squadra per numero di sostenitori e tesserati è però l'ASD Sporting Paternopoli. Lo Sporting, nato nel 2009, vanta oltre cento tesserati, tra prima squadra, settore giovanile e rappresentativa femminile e, in poco tempo, è diventato un vero e proprio punto di riferimento per la piccola comunità paternese.